# Zwölfjähriger Jesus im Tempel (Bernhard Strigel)
Zwölfjähriger Jesus im Tempel ist ein um 1509 entstandenes Bild des Malers Bernhard Strigel aus Memmingen, das von einem Altarretabel stammt, das die Sieben Schmerzen und Freuden Mariens zum Thema hatte. Es war für eine Kirche in Isny im Allgäu oder Aulendorf im Landkreis Ravensburg bestimmt.

## Beschreibung
Die Darstellung zeigt die Begebenheit nach Lukas (Lk 2,41–52 ) sowie dem apokryphen Thomasevangelium. Die Szene ist in zwei Teile untergliedert. Im Vordergrund steht die von einem Nimbus umgebene Maria mit weißem Kopftuch, blauem Mantel und rotem Untergewand. Neben ihr ist der in Rot gewandete Josef zu sehen. Beide stehen mit dem Rücken zum Betrachter. Das von Simeon (Lk 2,35 ) geweissagte Schwert, Metapher seelischer Schmerzen, steckt sichtbar in Marias Brust. Links neben Maria befindet sich eine in das Bild gemalte Schrifttafel. Den hinteren und größten Teil des Bildes nimmt die Szene um das Jesuskind ein. Der von einem Nimbus umgebene Jesusknabe sitzt im Kreise von Schriftgelehrten auf dem Schoß des am höchsten sitzenden Gelehrten. Dieser wird durch den Thron und sein Gewand herausgehoben. Die Gesichtszüge des Gelehrten erinnern an die Habsburgerportraits von Bernhard Strigel. Insbesondere die typische Habsburgernase fällt ins Auge. Die Kleidung entspricht der Mode der Strigelzeit: Ein langer roter Mantel mit pelzverbrämtem Kragen sowie einem roten Barett auf dem schulterlangen Haar. Vor dem Jesusknaben sitzt ein weiterer Gelehrter in gelbem Gewand. Dieser hält mit der linken Hand ein Buch und zeigt mit der rechten auf eine Textstelle des aufgeschlagenen Buches. Der Jesusknabe zeigt ebenfalls mit seiner rechten Hand auf das Buch. Der Hintergrund wird durch Vorhänge abgegrenzt. Zwischen den Vorhängen sind mehrere Gelehrte zu sehen.

## Geschichte

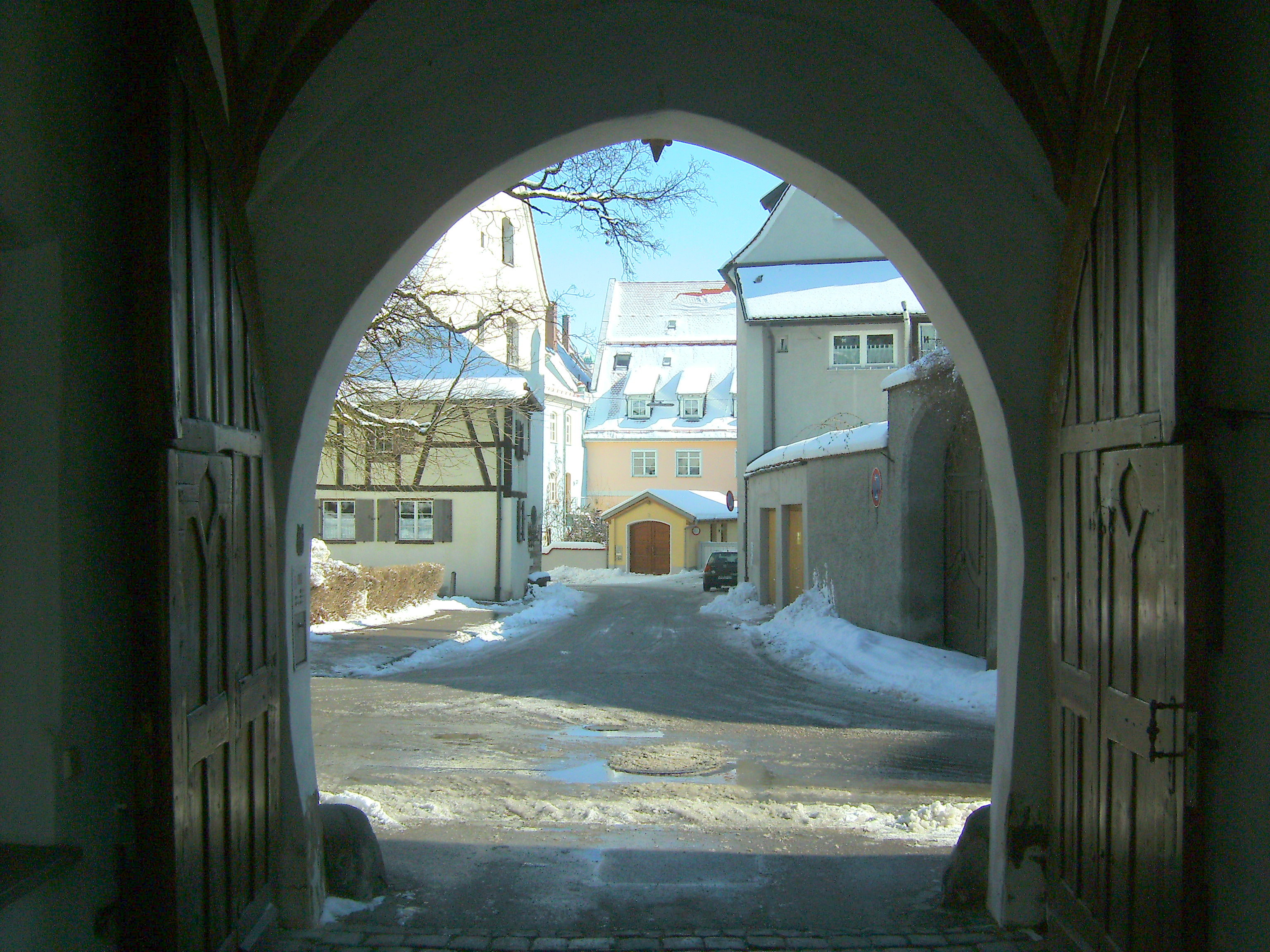
Eingang Museum – Antoniterkloster Memmingen

Der ursprüngliche Klappaltar hatte das Thema der Sieben Schmerzen und Sieben Freuden Marias. Angefertigt wurde der Altar vermutlich für eine Kirche in Aulendorf oder Isny. Spätestens 1883 ist die Tafel des Zwölfjährigen Jesus im Tempel im Hohenzollernschen Museum in Sigmaringen nachweisbar. Nach diesem Jahr gelangte die Tafel in einen unbekannten Privatbesitz, bevor sie 1980 von der Sparkasse Memmingen-Mindelheim erworben werden konnte. Diese übergab die Tafel der Stadt Memmingen als Leihgabe. Seit der Eröffnung des Strigelmuseums im ehemaligen Antoniterklosters 1998 ist sie dort ausgestellt.
Die Zuordnung des Bildes zu einem der zwei Teile des Altares fällt nicht leicht. Durch das Schwert in Marias Brust könnte das Bild zu dem Teil der Sieben Schmerzen, durch das Auffinden des Jesuskindes zu den Sieben Freuden zählen. Lediglich die Rekonstruktion des Altares könnte den Schluss zulassen, dass es sich bei diesem Bild um einen Teil der Sieben Freuden Marias handelt. Auf der Schmerzensseite des Altares war bei dem Rekonstruktionsversuch kein Platz für dieses Bild; es fügt sich jedoch nahtlos in die Seite der Sieben Freuden ein. Deshalb wird in der heutigen Literatur die Auffassung vertreten, dies sei ein Bild der Sieben Freuden.

## Text der Schrifttafel
Der Text auf der Tafel lautet in lateinischer und hochdeutscher Sprache:
Non minor tristicia sequitur theotocum sanctam

Cum inter amicos nec notos claresceret ipse

Qui varios disputationum nodos solvebat in scolis

Tridua maerorem attulit amissio matri
Nicht geringere Traurigkeit wird der heiligen Gottesmutter zuteil,

ob auch unter Freunden und Bekannten sich leuchtend hervortat jener,

der verschiedene Knoten der Disputationen in den Schulen löste;

der dreitägige Verlust fügte der Mutter Betrübnis zu.